# Ismail Samani
Abu Ibraim Ismail ibne-i Amade-i Samani (em persa: ابو ابراهیم اسماعیل بن احمد سامانی; romaniz.: Abū Ibrāhīm Ismā'īl ibn-i Aḥmad-i Sāmāni; maio de 849 - 24 de novembro de 907), mais conhecido simplesmente como Ismail Samani (اسماع یل سامانی), e também conhecido como Ismail ibne-i Amade (اسماعیل بن احمد), foi o emir samânida da Transoxiana (892–907) e Coração (900–907). Seu reinado viu o surgimento dos samânidas como uma força poderosa. Era filho de Amade ibne Assade e descendente de Samã Cuda, o ancestral homônimo da dinastia samânida que renunciou ao zoroastrismo e abraçou o islamismo.

## Antecedentes

Transoxiana no século VIII

Os samânidas eram nativos de Balque, o que sugere que tinham uma origem báctria. A própria família afirmava ser descendente da família parta Mirranes, uma das sete grandes casas do Irã durante o Império Sassânida pré-islâmico. No entanto, esta foi possivelmente uma mera tentativa de melhorar a sua linhagem. Podem ter sido originalmente descendentes de heftalitas,[a] devido a uma de suas moedas que se assemelha à do mesmo estilo dos heftalitas, em vez dos sassânidas. Independentemente disso, a família real samânida falava e defendia o persa, e também usava muitos títulos burocráticos pré-islâmicos, provavelmente parte do seu objetivo de espalhar a crença de que o seu governo era uma continuidade do Império Sassânida.

## Vida

### Primeiros anos
Ismail nasceu em Fergana em 849 - era filho de Amade ibne Assade e tinha um irmão chamado Nácer I, que ascendeu ao trono samânida em 864/5. Durante o reinado de Nácer, Ismail foi enviado para assumir o controle de Bucara, que havia sido devastada por saques por parte das forças da Corásmia. Os cidadãos da cidade acolheram Ismail, vendo-o como alguém que poderia trazer estabilidade. Pouco depois, um desentendimento sobre onde o dinheiro dos impostos deveria ser distribuído causou um desentendimento entre Nácer e Ismail. Seguiu-se uma luta, na qual Ismail saiu vitorioso. Embora tenha assumido o controle efetivo do estado, não derrubou formalmente seu irmão, permanecendo em Bucara. Fez isso porque Nácer foi aquele a quem o califa deu a investidura formal da Transoxiana; aos olhos do califa, Nácer era o único governante legítimo da região. Além disso, os safáridas do Sistão tinham reivindicações sobre a Transoxiana; a derrubada de Nácer teria dado aos safáridas um pretexto para invadir. Ismail, portanto, continuou a reconhecer formalmente Nácer como governante até a morte deste último em agosto de 892, quando assumiu oficialmente o poder.[carece de fontes?]

### Consolidação do poder na Transoxiana e Coração
Ismail esteve ativo no norte e no leste, espalhando constantemente a influência samânida, bem como solidificando seu controle sobre outras áreas, incluindo Carmânia, Sistão e Cabul. Ismail teve sucesso em estabelecer o desenvolvimento económico e comercial e organizou um poderoso exército. Diz-se que transformou sua capital, Bucara, em uma das cidades mais gloriosas do Islã, à medida que Ismail atraiu estudiosos, artistas e doutores em direito à região. A primeira tradução do Alcorão ao persa foi concluída durante o governo samânida. A teologia sunita foi muito cultivada durante o reinado de Ismail, à medida que numerosas mesquitas e madraças foram construídas.
Em 893, Ismail tomou a cidade de Talas, capital dos turcos carlucos, levando grande número de escravos e gado. Além disso, uma igreja nestoriana foi convertida em mesquita. Também pôs fim ao Principado de Osruxana, estendendo o controle samânida sobre o Sir Dária. Ismail e outros governantes samânidas propagaram o Islã entre os habitantes e cerca de 30 mil tendas de turcos passaram a professar o Islã. Durante o seu reinado, subjugou vários Estados regionais a leste, incorporando diretamente alguns dentro de suas fronteiras e mantendo os governantes locais de outros como vassalos. A Corásmia ao norte foi dividida; a parte sul permaneceu autônoma sob seus governantes afríguidas, enquanto a parte norte foi governada por um oficial samânida. Outra campanha em 903 garantiu ainda mais as fronteiras samânidas. Estas campanhas mantiveram o coração do seu Estado protegido dos ataques turcos e permitiram que os missionários muçulmanos expandissem as suas actividades na região.[carece de fontes?]
Mesmo após a morte de seu irmão Nácer, o governo de Ismail em Bucara não foi formalmente reconhecido pelo califa naquele momento. Como resultado, o governante safárida Anre ibne Alaite (r. 879–901) pediu ao califa a investidura da Transoxiana. O califa Almutadide (r. 892–902), entretanto, enviou a Ismail uma carta instando-o a lutar contra Anre ibne Alaite e os safáridas que o califa considerava usurpadores. De acordo com a carta, o califa afirmou que rezou por Ismail, que o califa considerava o governante legítimo do Coração. A carta teve um efeito profundo em Ismail, pois estava determinado a se opor aos safáridas.[carece de fontes?]
Os dois lutaram em Balque, ao norte do atual Afeganistão, durante a primavera de 900. Na batalha, Ismail estava significativamente em menor número, pois saiu com 20 mil cavaleiros contra a cavalaria de 70 mil homens de Anre. Os cavaleiros de Ismail estavam mal equipados, a maioria com estribos de madeira, enquanto alguns não tinham escudos ou lanças. A cavalaria de Anre ibne Alaite, por outro lado, estava totalmente equipada com armas e armaduras. Apesar dos combates ferozes, Anre foi capturado quando algumas de suas tropas mudaram de lado e se juntaram a Ismail. Ismail desejava devolvê-lo aos safáridas mediante resgate, mas se recusaram, e Ismail o enviou ao califa, que culpou a conduta de Anre e então investiu Ismail como governante no Coração, Tabaristão, Rei e Ispaã.[carece de fontes?]

### Conquista do norte do Irã
Ismail decidiu tirar vantagem da concessão do califa enviando um exército ao Tabaristão, que era então controlado pelos zaídidas sob Maomé ibne Zaide. Maomé e seu exército encontraram o exército samânida sob Maomé ibne Harune Açaraqueci em Gurgã, e na batalha que se seguiu, os samânidas prevaleceram, e o gravemente ferido Maomé foi capturado. Ele morreu no dia seguinte, 3 de outubro de 900 (ou em agosto, de acordo com Abu Alfaraje). Seu cadáver foi decapitado, e sua cabeça foi enviada para Ismail em Bucara.[carece de fontes?] Como o filho de Maomé e herdeiro designado Zaíde também foi capturado e enviado para Bucara, os líderes zaídidas concordaram em nomear o filho pequeno de Zaide, Almadi, como seu governante, mas a dissensão eclodiu entre suas fileiras: um deles se autoproclamou a favor dos abássidas, e suas tropas atacaram e massacraram os apoiadores zaídidas. Em vez disso, os samânidas tomaram a província. A conquista samânida trouxe consigo uma restauração do islamismo sunita na província.[carece de fontes?]
No entanto, o general de Ismail, Maomé ibne Harune, revoltou-se logo depois, forçando Ismail a enviar um exército sob seu filho Amade Samani e seu primo Abu Alabas Abedalá ao norte da Pérsia em 901, incluindo o Tabaristão, forçando Maomé a fugir ao Dailão. O exército samânida também conseguiu conquistar várias outras cidades, incluindo Rai e Gasvim, embora governantes subsequentes tenham perdido o território para os dailamitas e curdos. Ismail então nomeou seu primo Abu Alabas Abedalá como governador do Tabaristão. Embora Ismail continuasse a enviar presentes ao califa, como era costume, não pagou tributos ou impostos. Para todos os efeitos, era um governante independente, embora nunca tenha assumido nenhum título maior do que o de emir.[carece de fontes?]

### Morte
Após uma longa doença, Ismail morreu em 24 de novembro de 907 e foi sucedido por seu filho Amade Samani. Ismail deu enormes quantidades de saque e riquezas a outros e não guardou nada.

## Legado
Ismail é conhecido na história como um general competente e um governante forte; muitas histórias sobre ele foram escritas em fontes árabes e persas. Além disso, devido às suas campanhas no norte, o seu império estava tão protegido de incursões inimigas que as defesas de Bucara e Samarcanda não foram utilizadas. No entanto, isso mais tarde teve consequências; no final da dinastia, as paredes anteriores, fortes, mas agora em ruínas, foram muito sentidas pela falta dos samânidas, que estavam constantemente sob ataque dos caracânidas e outros inimigos.
De acordo com um historiador bucariano escrevendo em 943, Ismail:
| “ | Era de fato digno e correto para o cargo de padixá. Era uma pessoa inteligente, justa, compassiva, alguém que possuía razão e presciência (...) conduzia os negócios com justiça e boa ética. Quem quer que tiranizasse as pessoas, puniria (...) Em assuntos de estado, sempre foi imparcial. | ” |

O célebre estudioso Nizã Almulque, em sua famosa obra, Siyasatnama, declarou que Ismail:
| “ | Era extremamente justo, e suas boas qualidades eram muitas. Tinha fé pura em Deus (a Ele seja poder e glória) e era generoso com os pobres – para citar apenas uma de suas notáveis virtudes. | ” |